# 佐々木七恵
佐々木 七恵（ささき ななえ、結婚後の氏名：永田 七恵、1956年2月8日 - 2009年6月27日）は、1980年代に活躍した女子陸上競技（主に長距離走・マラソン）選手、指導者。1984年ロサンゼルスオリンピック女子マラソン日本代表。
岩手県大船渡市出身。岩手県立住田高等学校、日本体育大学卒業。大卒後は教育職を経て、瀬古利彦らがいたヱスビー食品に所属。増田明美らとともに、初期の日本女子マラソン界を代表する選手の1人だった。

## 来歴

### 生い立ち
5男2女の7人兄弟の末娘として生まれたことから七恵と命名される。日頃市中時代はバレーボール部に所属し、住田高時代から兄の影響で陸上競技を始める。日体大時代までは中距離の選手としてインカレ等で活躍し、大学卒業後マラソンに進む。1979年11月の第1回東京国際女子マラソンで初マラソンを走る。順位は26位だった。参加した日本人選手の多くが学生もしくは30歳 - 40歳代の市民ランナーだった中、佐々木はそのいずれでもない数少ない存在だった。
1980年には、日本陸上競技連盟が新たに設定した2つの女子20kmロードレース（3月の中日（豊橋市）と6月のタイムス（札幌市））にいずれも優勝し、長距離走者として順調な成長をうかがわせた。中日での1時間16分10秒は当時の道路日本記録だった。同年11月の第2回東京国際女子マラソンでは、ゴール前の競技場内で村本みのるを抜いて日本人トップの9位となる。記録は2時間52分35秒で、前年から14分45秒も短縮した。日本陸連はこの年から女子マラソンの記録を道路日本記録として公認を始めたが、この佐々木の記録は1980年の道路日本記録となった。
当時、佐々木は岩手県で県立学校（岩手県立盲学校→岩手県立盛岡第一高等学校）の教員をしていたがさらなる記録向上をめざし学休期に上京しては、瀬古利彦の師である中村清の指導を受けるようになる。1981年4月のボストンマラソンでは2時間40分56秒（13位）の成績で日本最高記録を樹立した。しかし、その直後日本で出場したトラックレースで成田高校の在学生であった増田明美に何度も水をあけられる。これをきっかけに中村の指導をさらに熱心に受けるようになった。同年11月の東京国際女子マラソンでは2時間45分53秒で5位だった。
中村の指導は厳しいものであったが、まもなく成果が現れる。1982年5月のスポニチ陸上5000mでは初めて増田を破って優勝。6月にはニュージーランドのクライストチャーチマラソンで再び2時間35分00秒の日本最高記録を樹立し、2月に増田に奪われた首位の座を奪い返した。自信を付けた佐々木は、2年後の1984年8月に開催されるロサンゼルスオリンピック女子マラソン代表をめざし、陸上競技に本格的に取り組む決意を固め、1982年7月7日付で教員を辞職し、中村のいるヱスビー食品陸上部に入部した。

### ヱスビー食品時代
1983年11月の東京国際女子マラソンに、ロサンゼルス五輪の女子マラソン代表（このロス五輪から女子マラソンが正式種目となる）をめざして出場。このレースには9月に再び日本最高記録を出した増田明美もエントリーしており、マラソンでの2人の初対決が期待されたが増田は直前に足を痛めて欠場した。佐々木は先頭に食い下がる我慢のレースからスパートをかけて、結果国内の国際女子マラソン大会で日本人として初優勝を果たし、念願だったロス五輪代表の座をつかんだ（その後増田も大阪女子マラソンに出走し2位となり、2人が女子マラソン五輪代表となる）。その走り方には、同年ヒットした連続テレビ小説にちなんで「おしん走法」のあだ名も付けられていた。
1984年1月の全国都道府県対抗女子駅伝に岩手県チームのアンカーで出場、17人抜きを演じる。この記録は2007年1月、愛知県チームの2区で出場した湯田友美が29人抜き（17人抜き以上が湯田の他に3人いた）を演じるまで23年間破られることはなかった。
1984年8月、ロス五輪の女子マラソン本番レースでは、2時間37分台のゴールタイムで完走したもののメダル・8位内の入賞のいずれにも届かず、順位は19位に終わる（増田明美は16km付近で途中棄権）。当時の日本女子マラソン界は、まだ世界との壁が厚かった。
ロサンゼルスオリンピックの後、中村の薦めもあって結婚（夫は永田姓で、自衛隊勤務）に伴い「家庭とマラソンの二足のわらじは無理」と1985年3月の名古屋国際女子マラソンを引退レースと決める。その名古屋国際女子マラソンでは2時間33分台の自己ベスト記録での日本人初優勝を果たし、引退の花道を飾った。

### 現役引退後
現役引退後、2人の子供をもうけた。
1991年から古巣のヱスビー食品陸上部のコーチ、1996年から顧問を務めた。また、1999年から2003年まで、居住する神奈川県相模原市の教育委員を務めた。
2009年6月27日、直腸がんのために死去。享年54。ヱスビー食品のチームメイトだった瀬古利彦は「26歳で安定した仕事を捨てて来たこと自体に驚いた。覚悟が伝わった」「まだ若いのに…残念」、同じロス五輪女子マラソンの日本代表だった増田明美は「レース中に七恵さんに抜かれたことが一番悔しかった」「思い出話に花を咲かせる機会が増えるだろうと楽しみにしていただけに、大変悲しい気持ち」と、それぞれ追悼のコメントを述べた。
葬儀は身内のみで行われたため、元の所属先だったヱスビー食品の江戸龍太郎社長らが発起人となって、同年9月29日に「お別れの会」を執り行った。
郷里の大船渡市では、彼女の業績を称える市民ロードレース「大船渡ポートサイド女子マラソン大会」が生前の1988年以降毎年開催されていたが、2019年に終了した。瀬古は、佐々木の事績を伝えたいという思いもあり、2023年にいわて盛岡シティマラソンにゲストランナーとして参加した。

## 自己ベスト記録
- 3000m　9分39秒86
- 5000m　15分55秒30
- 10000m　32分54秒90
- マラソン　2時間33分57秒

## マラソン全成績
- 1979年11月18日　東京国際女子マラソン　3時間07分20秒　26位（初マラソン）
- 1980年11月16日　東京国際女子マラソン　2時間52分35秒　9位（日本人最上位）
- 1981年04月20日　ボストンマラソン　2時間40分56秒　13位（当時日本最高記録・日本人最上位）
- 1981年11月15日　東京国際女子マラソン　2時間45分53秒　5位（日本人最上位）
- 1982年01月24日　大阪女子マラソン　2時間42分09秒　11位（日本人最上位）
- 1982年06月06日　クライストチャーチマラソン　2時間35分00秒　優勝（当時日本最高記録）
- 1982年11月14日　東京国際女子マラソン　2時間43分13秒　4位（日本人最上位）
- 1983年11月20日　東京国際女子マラソン　2時間37分09秒　優勝（大会史上日本人初優勝）
- 1984年08月05日　ロサンゼルス五輪女子マラソン　2時間37分04秒　19位（日本人唯一の完走者[注釈 2]）
- 1985年03月03日　名古屋国際女子マラソン　2時間33分57秒　優勝（大会史上日本人初優勝・自己ベスト記録・ラストラン）